# 2024年杭州公开赛

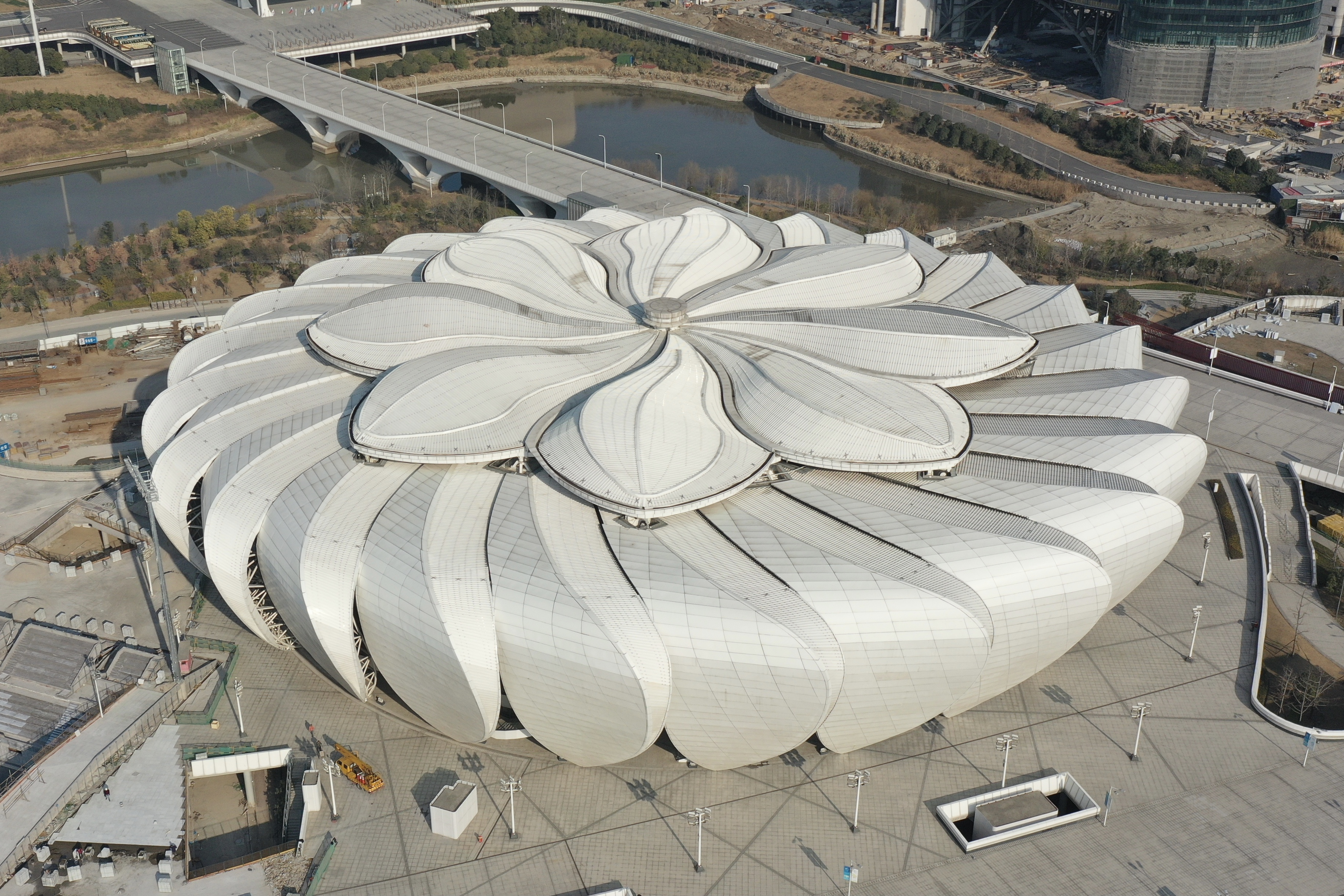
杭州网球中心的可伸缩屋顶

2024年杭州公开赛，是于2024年9月18–24日在中国浙江省杭州市的杭州奥体中心网球场（小莲花）举行的网球赛事，为2024年ATP巡回赛的一部分。赛事级别为ATP250巡回赛，比赛场地为室外硬地球场。这是首届杭州公开赛，取代了之前的珠海网球冠军赛。
外卡球员马林·西里奇在决赛中战胜了中国本土球员张之臻获得单打冠军，这是西里奇职业生涯第21个ATP巡回赛单打冠军，现世界排名第777位的马林·西里奇成为自1990年ATP巡回赛成立以来夺冠时排名最低的球员，也成为自1973年引入ATP排名进入ATP巡回赛决赛排名第二低的球员，仅次于2009年罗斯马伦草地网球锦标赛上的雷蒙·斯魯伊特，当时他的世界排名为第866位。
张之臻则是首次进入巡回赛决赛，也是第3位进入巡回赛决赛的中国大陆男子球员（继2023年达拉斯站的吴易昺和2024年成都站的商竣程）。
印度组合吉万·内顿切齐亚恩和维贾伊·孙达尔·普拉桑塔获得首届双打冠军，这是该组合的首个巡回赛双打冠军，这也是内顿切齐亚恩的第2个以及普拉桑塔的首个巡回赛双打冠军

## 比赛结果
| 项目 | 冠军                                     | 亚军                            | 比分                  |
| ---- | ---------------------------------------- | ------------------------------- | --------------------- |
| 单打 | 马林·西里奇                              | 张之臻                          | 7–6(7–5), 7–6(7–5)    |
| 双打 | 吉万·内顿切齐亚恩 维贾伊·孙达尔·普拉桑塔 | 康斯坦丁·弗兰岑 亨德里克·耶本斯 | 4–6, 7–6(7–5), [10–7] |

## 单打比赛

### 种子选手
| 协会   | 球员                 | 排名 | 种子号 |
| ------ | -------------------- | ---- | ------ |
|        | 安德烈·鲁布廖夫      | 6    | 1      |
| 丹麦   | 霍尔格·鲁内          | 14   | 1      |
| 美国   | 塞巴斯蒂安·科达      | 15   | 3      |
|        | 卡连·哈恰诺夫        | 23   | 2      |
| 阿根廷 | 托马斯·马丁·埃切韦里 | 34   | 3      |
| 美国   | 布兰登·中岛          | 39   | 4      |
| 義大利 | 卢恰诺·达尔德里      | 41   | 5      |
| 義大利 | 马泰奥·贝雷蒂尼      | 43   | 8      |
| 中國   | 张之臻               | 48   | 6      |
| 匈牙利 | 毛罗然·法比安        | 49   | 7      |
| 日本   | 西冈良仁             | 54   | 8      |

- 1 参考2024年9月16日排名。[6]

### 其他途径参赛选手
外卡：
- 布云朝克特
- 马林·西里奇
- 吴易昺

资格赛：
- 丹尼斯·叶夫谢耶夫
- 馬爾科·圖盧傑利蒂
- 内山靖崇
- 黄泽林

退赛：
- 多米尼克·克普费尔 → 被替补为  克里斯托弗·奥康奈尔 → 被替补为  博尔纳·丘里奇 → 被替补为  丹尼尔太郎 → 被替补为  卢卡·纳尔迪
- 亚历克斯·米切尔森 → 被替补为  達米爾·德祖赫
- 马泰奥·贝雷蒂尼 → 被替补为  马蒂亚·贝卢奇
- 塞巴斯蒂安·科达 → 被替补为  马克西米利安·马特尔
- 杜尚·拉约维奇 → 被替补为  米哈伊尔·库库什金
- 安德烈·鲁布廖夫 → 被替补为  扎卡里·什瓦伊达
- 托马斯·马丁·埃切韦里 → 被替补为  米切尔·克鲁格（幸运落败者）
- 苏米特·纳加尔 → 被替补为  詹姆斯·麦凯布（幸运落败者）

## 双打比赛

### 种子选手
| 协会   | 球员            | 协会 | 球员              | 综合排名 | 种子号 |
| ------ | --------------- | ---- | ----------------- | -------- | ------ |
| 美国   | 纳撒尼尔·拉蒙斯 | 美国 | 杰克森·威思罗     | 40       | 1      |
| 英國   | 朱利安·卡什     | 英國 | 劳埃德·格拉斯普尔 | 80       | 2      |
| 乌拉圭 | 阿列尔·贝阿尔   | 美国 | 罗伯特·加洛韦     | 85       | 3      |
| 英國   | 杰米·穆雷       |      | 约翰·皮尔斯       | 91       | 4      |

- 1 参考2024年9月16日排名。

### 其他途径参赛选手
外卡：
- 布云朝克特 /  特日格乐
- 金雨泉 /  李泽楷

替补：
- 桑德尔·吉勒 /  约兰·弗利根 → 被替补为  Blake Bayldon /  托马斯·凡科特